# Eleição municipal de Pelotas em 2012
A eleição municipal de Pelotas ocorreu em outubro de 2012 para eleger um prefeito e 21 vereadores. O primeiro turno foi realizado em 7 de outubro e o segundo em 28 de outubro para o cargo de prefeito. O prefeito eleito foi Eduardo Leite (PSDB), com 57,15% dos votos válidos, derrotando Fernando Marroni (PT), que teve 42,85% dos votos válidos.

## Candidatos
| Nº | Candidato(a)                | Vice                         | Coligação                                                            |
| -- | --------------------------- | ---------------------------- | -------------------------------------------------------------------- |
| 13 | Fernando Marroni (PT)       | Dulce Harter (PMDB)          | "PT/PPL/PSDC/PMDB" (PT, PPL, PSDC e PMDB)                            |
| 45 | Eduardo Leite (PSDB)        | Paula Mascarenhas (PPS)      | "Pelotas de Cara Nova" (PRB, PP, PDT, PTB, PSC, PR, PPS, PSDB e PSD) |
| 40 | Catarina Paladini (PSB)     | Reginaldo Bacci (PCdoB)      | "Renova Pelotas" (PSB, PC do B, PMN, PT do B, PHS, PRTB e PRP)       |
| 25 | Matteo Rota Chiarelli (DEM) | Daniela Duarte (PV)          | "Pelotas Cada vez melhor" (DEM e PV)                                 |
| 50 | Jurandir Silva (PSOL)       | Júlio César Domingues (PSOL) | "Pelotas Popular e Sustentavel" (PSOL)                               |

- Fabricio Tavares (PTB) chegou a inscrever-se na eleição, porém renunciou e a sua coligação (PRB/PP/PDT/PTB/PSD) passou a apoiar Eduardo Leite (PSDB) no inicio de julho.

## Pesquisas eleitorais
| Data          | Instituto          | Entrevistados | Margem de erro | Candidato             | Candidato            | Candidato               | Candidato              | Candidato             |
| Data          | Instituto          | Entrevistados | Margem de erro | Fernando Marroni (PT) | Eduardo Leite (PSDB) | Catarina Paladini (PSB) | Matteo Chiarelli (DEM) | Jurandir Silva (PSOL) |
| ------------- | ------------------ | ------------- | -------------- | --------------------- | -------------------- | ----------------------- | ---------------------- | --------------------- |
| 23-25/09/2012 | Instituto Methodus | 600           | ± 4,1%         | 25,8%                 | 33,3%                | 9,3%                    | 10,7%                  | 2,3%                  |

## Resultados

### Prefeito
| Candidato(a)            | 1º Turno 7 de outubro de 2012 | 1º Turno 7 de outubro de 2012 | 2º Turno 28 de outubro de 2012 | 2º Turno 28 de outubro de 2012 |
| Candidato(a)            | Votação                       | Votação                       | Votação                        | Votação                        |
| Candidato(a)            | Total                         | Porcentagem                   | Total                          | Porcentagem                    |
| ----------------------- | ----------------------------- | ----------------------------- | ------------------------------ | ------------------------------ |
| Eduardo Leite (PSDB)    | 77.026                        | 39,89%                        | 110.823                        | 57,15%                         |
| Fernando Marroni (PT)   | 55.111                        | 28,54%                        | 83.079                         | 42,85%                         |
| Jurandir Silva (PSOL)   | 25.272                        | 13,09%                        |                                |                                |
| Catarina Paladini (PSB) | 19.900                        | 10,30%                        |                                |                                |
| Matteo Chiarelli (DEM)  | 15.800                        | 8,18%                         |                                |                                |
| Total de votos válidos  | 193.109                       | 92,97%                        | 193.902                        | 94,45%                         |
| Total de votos nulos    | 7.835                         | 3,77%                         | 6.467                          | 3,15%                          |
| Total de votos brancos  | 6.775                         | 3,26%                         | 4.931                          | 2,40%                          |

Dos 207.719 (duzentos e sete mil setecentos e dezenove) votos apurados na eleição municipal de Pelotas de 2012 para o segundo turno, 193.109 ou 92,96% correspondem a votos válidos; 7.835 ou 3,77% a votos nulos e 6.775 ou 3,26% a votos brancos.

### Câmara Municipal

#### Resumo
| Resumo (por coligação e partido)    | Resumo (por coligação e partido)                        | Resumo (por coligação e partido) | Resumo (por coligação e partido) | Resumo (por coligação e partido) | Resumo (por coligação e partido) | Resumo (por coligação e partido) |
| Coligações / Partidos Independentes | Coligações / Partidos Independentes                     | Votos                            | %                                | %                                | Vereadores                       | Vereadores                       |
| ----------------------------------- | ------------------------------------------------------- | -------------------------------- | -------------------------------- | -------------------------------- | -------------------------------- | -------------------------------- |
|                                     | PT / PSDC / PPL                                         | 37.251                           | 19,3 / 100,0                     | —                                | 4 / 21                           | —                                |
| PT                                  | 35.661                                                  | 18,8 / 100,0                     | 0.8%                             | 4 / 21                           | 0                                |                                  |
| PSDC                                | 693                                                     | 0,4 / 100,0                      | —                                | 0 / 21                           | 0                                |                                  |
| PPL                                 | 250                                                     | 0,1 / 100,0                      | —                                | 0 / 21                           | 0                                |                                  |
|                                     | PP / PRB                                                | 23.138                           | 12,2 / 100,0                     | —                                | 3 / 21                           | —                                |
| PP                                  | 17.066                                                  | 9,0 / 100,0                      | 6.1%                             | 2 / 21                           | 0                                |                                  |
| PRB                                 | 6.072                                                   | 3,2 / 100,0                      | 0.9%                             | 1 / 21                           | 0                                |                                  |
|                                     | PDT                                                     | 22.777                           | 12,0 / 100,0                     | 4.2%                             | 3 / 21                           | 2                                |
|                                     | PSDB                                                    | 19.864                           | 10,5 / 100,0                     | 1.8%                             | 2 / 21                           | 1                                |
|                                     | PPS / PR / PSC                                          | 17.682                           | 9,3 / 100,0                      | —                                | 2 / 21                           | —                                |
| PPS                                 | 12.361                                                  | 6,5 / 100,0                      | 4.7%                             | 2 / 21                           | 0                                |                                  |
| PR                                  | 4.273                                                   | 2,3 / 100,0                      | 1.3%                             | 0 / 21                           | 0                                |                                  |
| PSC                                 | 1.048                                                   | 0,6 / 100,0                      | 0.6%                             | 0 / 21                           | 0                                |                                  |
|                                     | Pelotas de Cara Nova (PTB / PSD)                        | 15.924                           | 8,4 / 100,0                      | —                                | 2 / 21                           | —                                |
| PTB                                 | 13.208                                                  | 7,0 / 100,0                      | 2.0%                             | 2 / 21                           | 1                                |                                  |
| PSD                                 | 2.716                                                   | 1,4 / 100,0                      | —                                | 0 / 21                           | 0                                |                                  |
|                                     | Pelotas Cada Vez Melhor (DEM / PV)                      | 15.038                           | 8,0 / 100,0                      | —                                | 2 / 21                           | —                                |
| DEM                                 | 14.538                                                  | 7,7 / 100,0                      | 0.4%                             | 2 / 21                           | 1                                |                                  |
| PV                                  | 545                                                     | 0,3 / 100,0                      | 3.1%                             | 0 / 21                           | 0                                |                                  |
|                                     | PSB                                                     | 14.824                           | 7,8 / 100,0                      | 1.9%                             | 2 / 21                           | 2                                |
|                                     | PMDB                                                    | 10.788                           | 5,7 / 100,0                      | 1.2%                             | 1 / 21                           | 1                                |
|                                     | Renova Pelotas (PCdoB / PMN / PHS / PTdoB / PRP / PRTB) | 6.514                            | 3,4 / 100,0                      | —                                | 0 / 21                           | —                                |
| PCdoB                               | 3.538                                                   | 1,9 / 100,0                      | 1.2%                             | 0 / 21                           | 0                                |                                  |
| PMN                                 | 977                                                     | 0,5 / 100,0                      | 0.3%                             | 0 / 21                           | 0                                |                                  |
| PHS                                 | 959                                                     | 0,5 / 100,0                      | 0.2%                             | 0 / 21                           | 0                                |                                  |
| PTdoB                               | 477                                                     | 0,3 / 100,0                      | 0.3%                             | 0 / 21                           | 0                                |                                  |
| PRP                                 | 446                                                     | 0,3 / 100,0                      | —                                | 0 / 21                           | 0                                |                                  |
| PRTB                                | 117                                                     | 0,1 / 100,0                      | —                                | 0 / 21                           | 0                                |                                  |
|                                     | PSOL                                                    | 6.365                            | 3,4 / 100,0                      | 2.4%                             | 0 / 21                           | 0                                |
| Votos válidos                       | Votos válidos                                           | 189.563                          | 100,0 / 100,0                    | —                                | 21 / 21                          | 6                                |
| Votos válidos                       | Votos válidos                                           | 189.563                          | 91,3 / 100,0                     |                                  |                                  |                                  |
| Votos em branco                     | Votos em branco                                         | 10.961                           | 5,3 / 100,0                      |                                  |                                  |                                  |
| Votos nulos                         | Votos nulos                                             | 7.195                            | 3,5 / 100,0                      |                                  |                                  |                                  |
| Comparecimento                      | Comparecimento                                          | 207.719                          | 100,0 / 100,0                    |                                  |                                  |                                  |
| Comparecimento                      | Comparecimento                                          | 207.719                          | 82,8 / 100,0                     |                                  |                                  |                                  |
| Abstenções                          | Abstenções                                              | 43.071                           | 17,2 / 100,0                     |                                  |                                  |                                  |
| Eleitorado apto                     | Eleitorado apto                                         | 250.790                          | 100,0 / 100,0                    |                                  |                                  |                                  |
| Quociente eleitoral                 | Quociente eleitoral                                     | 9.026,8                          |                                  |                                  |                                  |                                  |

#### Relação de vereadores eleitos
Abaixo, uma relação de vereadores eleitos para o quadriênio 2013-2016:
| Vereadores Eleitos | Vereadores Eleitos    | Vereadores Eleitos | Vereadores Eleitos |
| P                  | Nome                  | Votos              | Pc                 |
| ------------------ | --------------------- | ------------------ | ------------------ |
| PDT                | Anselmo Rodrigues     | 5 801              | 3,06 %             |
| PSD                | José Sizenando        | 5 305              | 2,80 %             |
| PRB                | Waldomiro Lima        | 3 819              | 2,01 %             |
| PT                 | Ivan Duarte           | 3 776              | 1,99 %             |
| PDT                | Marcus da Cunha       | 3 470              | 1,83 %             |
| DEM                | Ademar Ornel          | 3 333              | 1,76 %             |
| PSDB               | Luiz Viana            | 3 267              | 1,72 %             |
| PT                 | Marcos Insauriaga     | 3 102              | 1,64 %             |
| PTB                | Idemar Barz           | 2 979              | 1,57 %             |
| PP                 | Roger Ney             | 2 956              | 1,56 %             |
| PDT                | Ricardo dos Santos    | 2 737              | 1,44 %             |
| PP                 | Rafael Amaral         | 2 545              | 1,34 %             |
| PT                 | Tenente Bruno         | 2 436              | 1,29 %             |
| PT                 | Carlos Alberto Passos | 2 303              | 1,21 %             |
| PSD                | Luiz Nogueira         | 2 255              | 1,19 %             |
| PSDB               | Vicente Amaral        | 2 230              | 1,18 %             |
| PMDB               | Salvador Ribeiro      | 2 210              | 1,16 %             |
| PTB                | Anderson Garcia       | 2 160              | 1,14 %             |
| PSB                | Vitor Paladini        | 2 116              | 1,11 %             |
| DEM                | Edmar Campos          | 1 423              | 0,75 %             |
| PSB                | Antonio Peres         | 1 177              | 0,62 %             |

Em negrito os vereadores reeleitos

## Eleição para vereador
No total, 386 candidatos a vereador concorreram. Abaixo a legenda por número de candidatos.
Por Legenda:
1. DEM 41
2. PDT 33
3. PTB 32
4. PP, PT e PSDB 31
5. PSB 30
6. PMDB 29
7. PPS 18
8. PCdoB 17
9. PSOL, PHS e PR 10
10. PRB e PSD 09
11. PSDC 08
12. PSC 07
13. PMN e PT do B 06
14. PV 04
15. PPL e PRP 02
16. PRTB 01
17. PSL, PTN, PCB, PCO, PTC e PSTU não possuem diretórios na cidade e/ou não enviaram candidatos.
18. PEN não era registrado a prazo de participar das eleições.

Por coligação
1. Pelotas de Cara Nova (180)
2. Renova Pelotas (72)
3. PT/PMDB/PSDC/PPL (70)
4. Pelotas Cada Vez Melhor (45)
5. Pelotas Popular e Sustentável (10)
6. PSL, PTN, PCB, PCO, PTC e PSTU não possuem diretórios na cidade e/ou não enviaram candidatos.
7. PEN não era registrado a prazo de participar das eleições.

## Debates na TV
Em 04 de Outubro de 2012, a RBS TV transmitiu ao vivo um debate entre cinco candidatos à prefeitura de Pelotas. O debate foi mediado por Arthur Rocha e participaram dele Eduardo Leite (PSDB), Fernando Marroni (PT), Catarina Paladini (PSB), Jurandir Silva (PSOL) e Matteo Chiarelli (DEM).
O debate, que contou com cinco blocos, teve discutidas propostas de governo que envolviam saúde e educação.